# Marindolsko Brdo
Marindolsko Brdo is een plaats in de gemeente Slunj in de Kroatische provincie Karlovac. De plaats telt 65 inwoners (2001).